# ZSKA-Universal-Sporthalle
Die ZSKA-Universal-Sporthalle (russisch «Универсальный спортивный комплекс ЦСКА»; offizieller Name: «Универсальный спортивный комплекс ЦСКА имени А. Я. Гомельского», deutsch ZSKA-Universal-Sporthalle Alexander Gomelski) ist eine Mehrzweckhalle in der russischen Hauptstadt Moskau und gehört zum Sportkomplex des ZSKA Moskau. Den Besuchern bieten sich 5.500 Plätze.
Der Beiname geht auf den langjährigen Trainer und Präsident von ZSKA sowie Trainer der Basketballnationalmannschaft der UdSSR Alexander Gomelski zurück. Als er im August 2005 starb; wurde sie nach ihm benannt. Der PBK ZSKA Moskau (Basketball) sowie der MFK ZSKA Moskau (Futsal) empfangen ihre Gegner in der Arena. Sie wurde am 17. Oktober 1979 eröffnet und diente neben dem Olimpijski als Austragungsort des Basketball-Turniers bei den Olympischen Spielen 1980. Die Basketballabteilung des ZSKA bestreitet neben den Ligaspielen der russischen PBL und der EuroLeague auch Spiele der osteuropäischen VTB United League.
Unweit der Halle liegt die Ende 2006 eingeweihte Megasport-Arena mit maximal 13.926 Plätzen. 